# Enrico Battaglin
Enrico Battaglin (Marostica, 17 de novembro de 1989) é um ciclista italiano. O seu maior resultado até à data têm sido as três vitórias de etapa conseguidas no Giro d'Italia.

## Biografia
Seu pai Gianni, quem também foi ciclista aficionado, lhe fez descobrir o ciclismo aos seis anos. Rapidamente o jovem Enrico mostrou a sua  predisposição. Em 2009 entrou a fazer parte da equipa amadora italiana Zalf-Désirée-Fior. Na temporada de 2010 ganhou oito corridas do calendário italiano, destacando o Grande Prêmio San Giuseppe, a primeira etapa e a geral do Giro das Regiões e o Grande Prêmio Capodarco. No campeonatos do mundo em estrada classificou-se 49.º na categoria sub-23.
Ao ano seguinte, em 2011, conseguiu a vitória no Troféu Zssdi, no Grande Prêmio San Giuseppe e no Troféu Cidade de Brescia. No final de temporada teve muitas ofertas de equipas profissionais para converter-se em estagiário. Ao final uniu-se à equipa continental profissional Colnago-CSF Inox. Ademais impôs-se ao sprint, em sua quinta corrida como profissional, na Coppa Sabatini, por adiante de Davide Rebellin e de Giovanni Visconti.
Em 2012 assinou um contrato profissional com o Colnago-CSF Inox. Em 2013 a equipa mudou de patrocinador e passou a chamar-se Bardiani Valvole-CSF Inox. Dito equipa foi convidada a participar no Giro d'Italia de 2013. Ganhou ao sprint a quarta etapa deste Giro, a mais longa da corrida, que tinha a chegada em Serra San Bruno. Depois de sua vitória no Giro de Itália publicou-se que é o sobrinho de Giovanni Battaglin, vencedor da Volta a Espanha de 1981 e do Giro d'Italia de 1981 e do camisola da montanha no Tour de France de 1979; no entanto anteriormente já se tinha desmentido dito parentesco pese à coincidência de apelido e de nascerem ambos em Marostica e o próprio Enrico confirmou essa falta de parentesco numa entrevista posterior.
No ano 2015, alinhou pela equipa Lotto NL-Jumbo para a temporada de 2016.

## Palmarés
- 2010 (como aficionado)[9]
  - Giro das Regiões, mais 1 etapa
  - Grande Prêmio San Giuseppe
  - Grande Prêmio Capodarco

- 2011
  - Troféu Zssdi (como aficionado)[10]
  - Grande Prêmio San Giuseppe (como aficionado)
  - Troféu Cidade de Brescia (como aficionado)
  - Coppa Sabatini

- 2013
  - 1 etapa do Giro d'Italia

- 2014
  - 1 etapa do Giro d'Italia

- 2018
  - 1 etapa do Giro d'Italia

## Resultados em Grandes Voltas
| Corrida | Corrida         | 2011 | 2012 | 2013 | 2014 | 2015 | 2016 | 2017 | 2018 | 2019  | 2020 | 2021 | 2022 |
| ------- | --------------- | ---- | ---- | ---- | ---- | ---- | ---- | ---- | ---- | ----- | ---- | ---- | ---- |
|         | Giro d'Italia   | —    | 74.º | Ab.  | 52.º | Ab.  | 42.º | 64.º | 34.º | 66.º  | 46.º | 85.º | —    |
|         | Tour de France  | —    | —    | —    | —    | —    | —    | —    | —    | —     | —    | —    | —    |
|         | Volta a Espanha | —    | —    | —    | —    | —    | Ab.  | —    | —    | 113.º | —    | —    | —    |

—: não participa

Ab.: abandono